# Leendert van der Vlugt

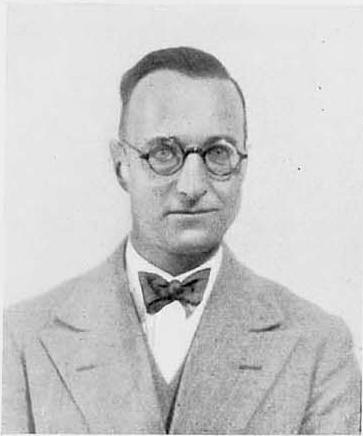
Leendert van der Vlugt

Leendert Cornelis van der Vlugt (* 13. April 1894 in Rotterdam; † 25. April 1936 ebenda) war ein niederländischer Architekt. In der Architektenfirma Brinkman & Van der Vlugt war er der verantwortliche Architekt für die Van-Nelle-Fabrik, die im Jahr 2014 als Kulturobjekt in das UNESCO-Welterbe aufgenommen wurde.
Nachdem der Rotterdamer Architekt Michiel Brinkman im Jahr 1925 gestorben war, übernahm sein Sohn Johannes Brinkman (Bauingenieur) die Architekturfirma und ernannte Leendert van der Vlugt zum Mitdirektor. Die neue Firma erhielt den Namen J.A. Brinkman & L.C. van der Vlugt (Vlugt ausgesprochen als „Vlücht“).

## Chefarchitekt der Van-Nelle-Fabrik
Die Aktivitäten der Firma Brinkman & Van der Vlugt dauerten nur etwa zehn Jahre, da Leendert van der Vlugt 1936 tödlich erkrankte (Morbus Hodgkin). Die niederländische Architektur verlor damit in kurzer Zeit ein zweites junges Architekturtalent, nachdem 1935 schon Jan Duiker gestorben war. Diese beiden Architekten hatten Werke mit einer internationalen Ausstrahlung geschaffen. Bei Leendert van der Vlugt war es die Van-Nelle-Fabrik in Rotterdam und bei Jan Duiker das Sanatorium Zonnestraal in Hilversum.
Seit dem Tod von Leendert van der Vlugt wird die Formulierung der Autorschaft seines Werks unkorrekt verwendet. In allen Büchern der Architekturgeschichte ist die Autorschaft wiedergegeben mit J.A. Brinkman & L.C. van der Vlugt (manchmal auch mit Mart Stam). Bei einer derartigen Formulierung wird suggeriert, dass J.A. Brinkman der kreative Mann der Firma war. Mit dieser Problematik beschäftigte sich Jacob Bakema in einem kleinen Buch mit dem Titel „L.C. van der Vlugt“. Dass nicht Johannes Brinkman der entwerfende Architekt war, sondern Leendert van der Vlugt, belegen die folgenden Zitate aus dem Buch von Bakema:

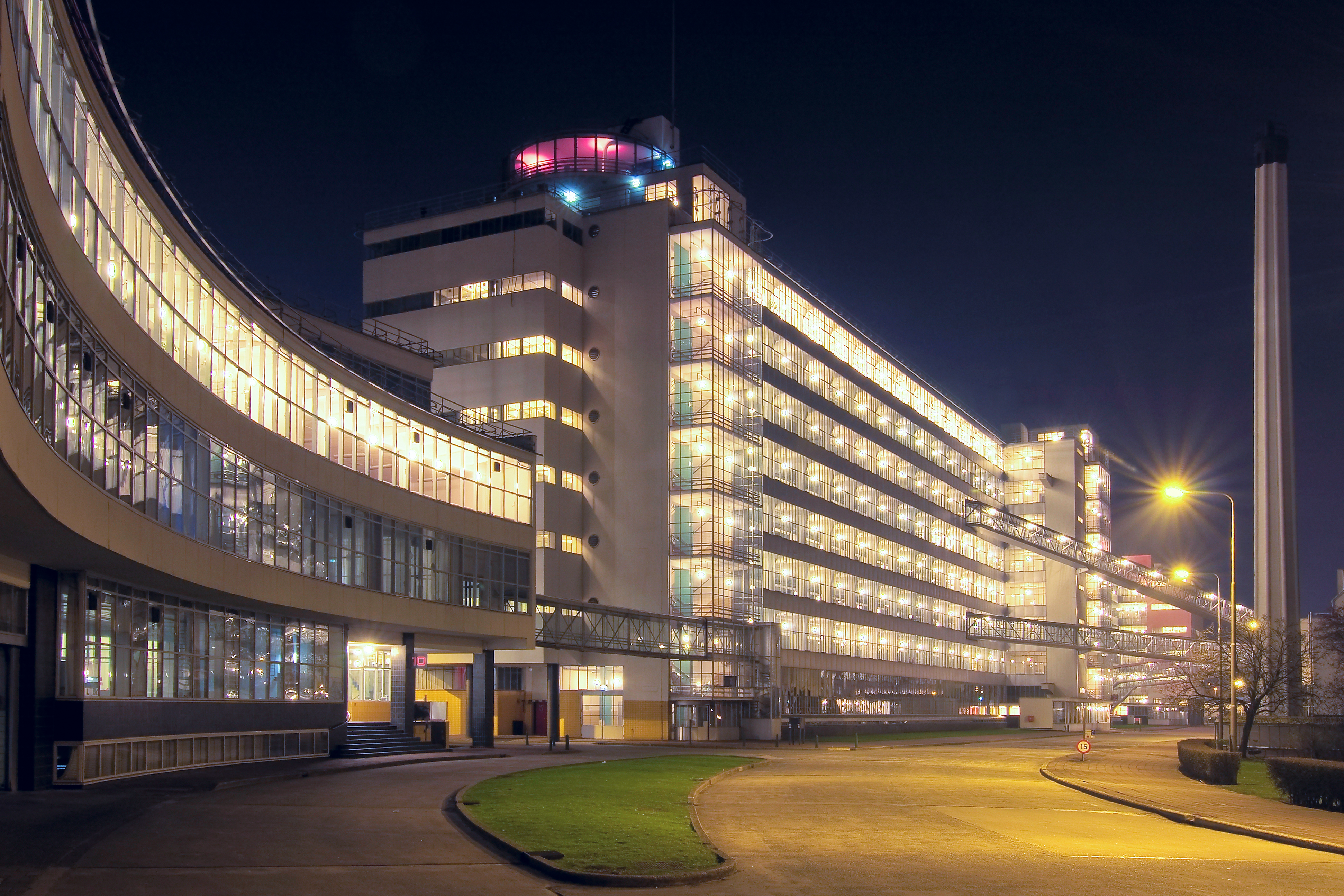
Van-Nelle-Fabrik in Rotterdam von Leendert van der Vlugt (und Mart Stam), 1927–30

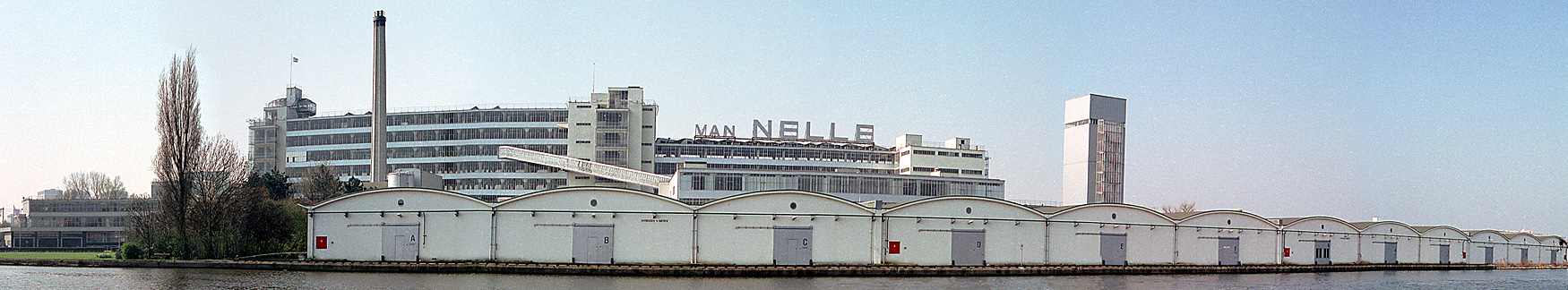

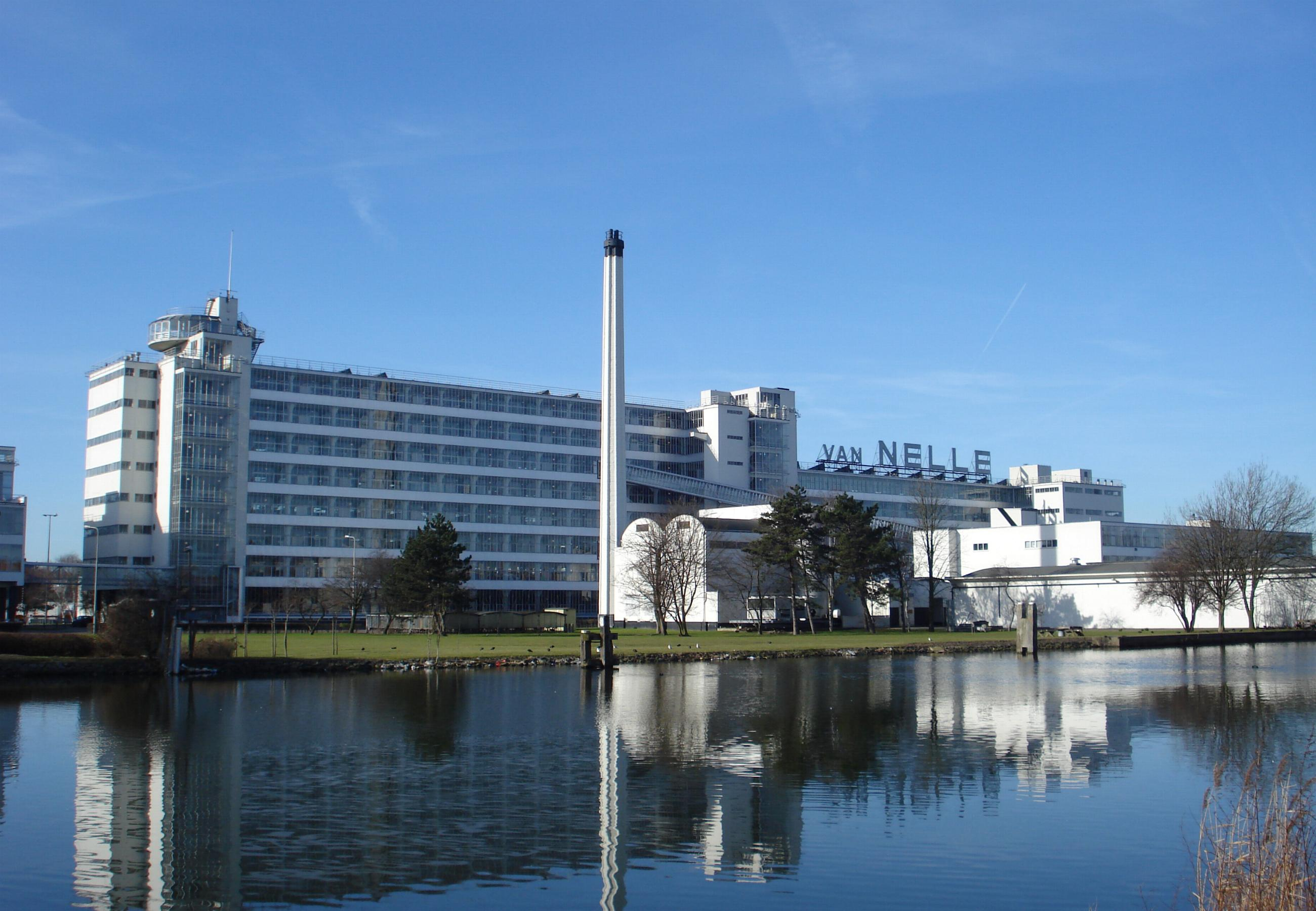

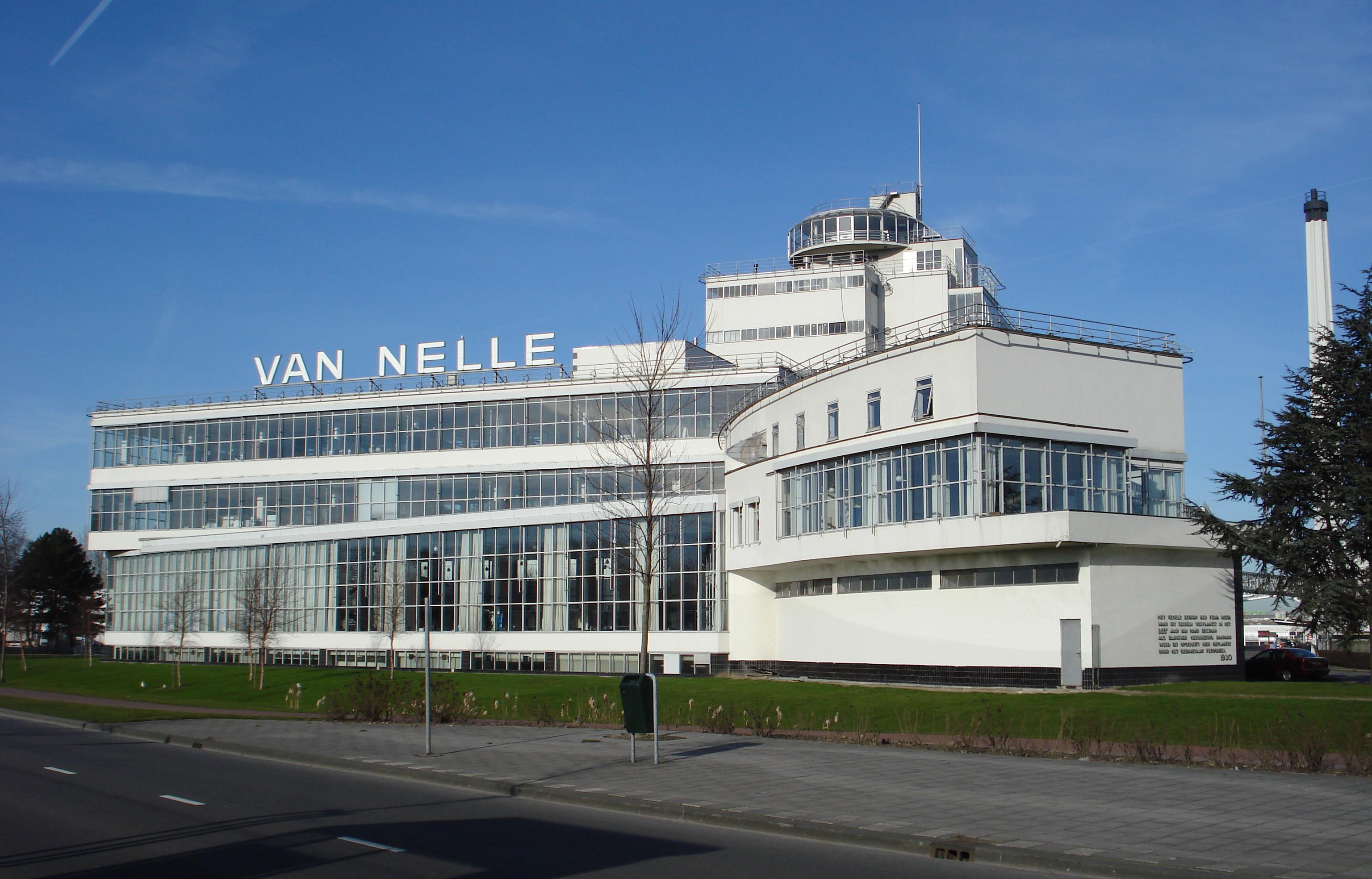

- Damaliger Van-Nelle-Direktor C.H. van der Leeuw: „Brinkman jun. (Johannes Brinkman) spielte beim Entwerfen und Bauen der Van-Nelle-Fabrik nicht die geringste Rolle...“ (Seite 13). Hier wäre anzumerken, dass Johannes Brinkman (* 1902) seine Ausbildung an der TU Delft im Jahr 1931 abschloss, nicht als Architekt, sondern als Bauingenieur. Wahrscheinlich besaß er weniger gestalterische Fähigkeiten als sein Vater Michiel Brinkman.
- Mart Stam: „Ich habe im Büro von Brinkman & Van der Vlugt als entwerfender Zeichner gearbeitet... Die geschwungene Wand des Büroteils hatte in geringerem Maße meine Sympathie - aber Van der Vlugt war verantwortlich...“ (Seite 18).
- Le Corbusier am 30. Mai 1936: „Die moderne Architektur verliert in Van der Vlugt einen ihrer besten Vertreter. Ich kenne von ihm sein großartiges Werk: Die Fabrik Van Nelle in Rotterdam... Beim anschließenden Déjeuner habe ich Van der Vlugt kennengelernt... Wieviele Bauten gibt es in der modernen Welt, die den Wettbewerb mit der Van-Nelle-Fabrik aufnehmen können?... Es ist sehr zu bedauern, dass wir ihn (van der Vlugt) nicht mehr sehen und nicht mehr die Entfaltung seines hervorragenden Talentes miterleben werden...“ (Seite 19).

Um Missverständnisse bei der Autorschaft auszuschließen, sollte der Name Leendert van der Vlugt an erster Stelle aufgeführt werden. Die Formulierung bei der Van-Nelle-Fabrik könnte zum Beispiel wie folgt lauten:
„Leendert van der Vlugt (und Mart Stam) von der Architekturfirma Brinkman & Van der Vlugt“, oder

„Leendert van der Vlugt (Brinkman & Van der Vlugt)“

## Konstruktivismus
Bei der Van-Nelle-Fabrik ist der Einfluss des russischen Konstruktivismus spürbar. Von 1926 bis 1928 war Mart Stam Mitarbeiter bei der Projektierung der Fabrik. Als guter Kommunikator mit vielen Beziehungen war er 1922 in Berlin mit der russischen Avantgarde in Kontakt gekommen. 1926, im ersten Jahr seiner Mitarbeit bei Brinkman & Van der Vlugt, organisierte er eine Architekturreise in Holland für den russischen Künstler El Lissitzky und seine Frau Sophie Küppers, die Sammlerin zeitgenössischer Kunst war. Sie besuchten unter anderen die Architekten Jacobus Oud, Gerrit Rietveld und Cornelis van Eesteren. Laut Sophie Küppers erzählte Mart Stam während dieser Reise von seiner Fabrik. Die großen Buchstaben auf den Dächern, aber auch andere Teile der Fabrik, scheinen direkt vom russischen Konstruktivismus herzukommen. Der konstruktivistische Aspekt ist möglicherweise von Mart Stam eingebracht, die abgerundeten Architekturformen (Bürogebäude und runder Aussichtsraum auf dem Dach) von Leendert van der Vlugt.

## Komplikationen der Autorschaft
Für Mart Stam (1899–1986) waren die Jahre 1926–28 sehr hektisch. Neben der Tätigkeit bei Leendert van der Vlugt war er auch beschäftigt mit den Häusern der Weißenhofsiedlung in Stuttgart, mit dem Wettbewerb eines Wasserturmes, dem ersten Freischwingerstuhl aus Stahl, den Kontakten mit seinen russischen Freunden und nicht zu vergessen mit der Teilnahme am ersten CIAM-Kongress. Nachträglich gesehen gehören die Arbeiten aus dieser Zeit zu den besten von Mart Stam. Man könnte die Frage stellen, ob der erfahrenere Architekt Leendert van der Vlugt vielleicht beteiligt war bei den Häusern in Stuttgart. Die große Eleganz der Häuser in Stuttgart kommt auch bei den Bauten von Van der Vlugt vor, nicht aber bei den späteren Bauten von Mart Stam. Diese Frage wäre insofern berechtigt, weil sie Kenneth Frampton in seiner Architekturgeschichte umgekehrt gestellt hat. Vielleicht haben sich viele Leute durch die Perspektivzeichnungen von Mart Stam beeindrucken lassen. Eine weitere Frage wäre: Warum hat die bekannte niederländische Forum-Gruppe Leendert van der Vlugt nicht im ähnlichen Sinn wie Jan Duiker rehabilitiert? Eine Erklärung könnte sein, dass der Forum-Redakteur Jacob Bakema als jüngstes Mitglied der traditionsreichen und sich weiter entwickelnden Architekturfirma (Michiel Brinkman / Johannes Brinkman / Leendert van der Vlugt / Johannes van den Broek / Jacob Bakema) vielleicht nicht interessiert war an einer Rehabilitierung von Leendert van der Vlugt.

## Bauten (Auswahl)
- Gewerbeschule in Groningen, 1922
- Gebäude der Theosophischen Vereinigung in Amsterdam, 1925–26
- Van-Nelle-Fabrik in Rotterdam, 1927–30 (Mitarbeit Mart Stam / Statik: Jan Wiebenga)
- Haus van der Leeuw in Rotterdam, 1928–29[1]
- Nationale Telefonkabine, 1931
- Haus Boevé in Rotterdam, 1932–34
- Haus Sonneveld in Rotterdam, 1933–34
- Wohngebäude Bergpolder in Rotterdam, 1933–35 (Zusammenarbeit mit Willem van Tijen)
- De Kuip in Rotterdam, 1935–36

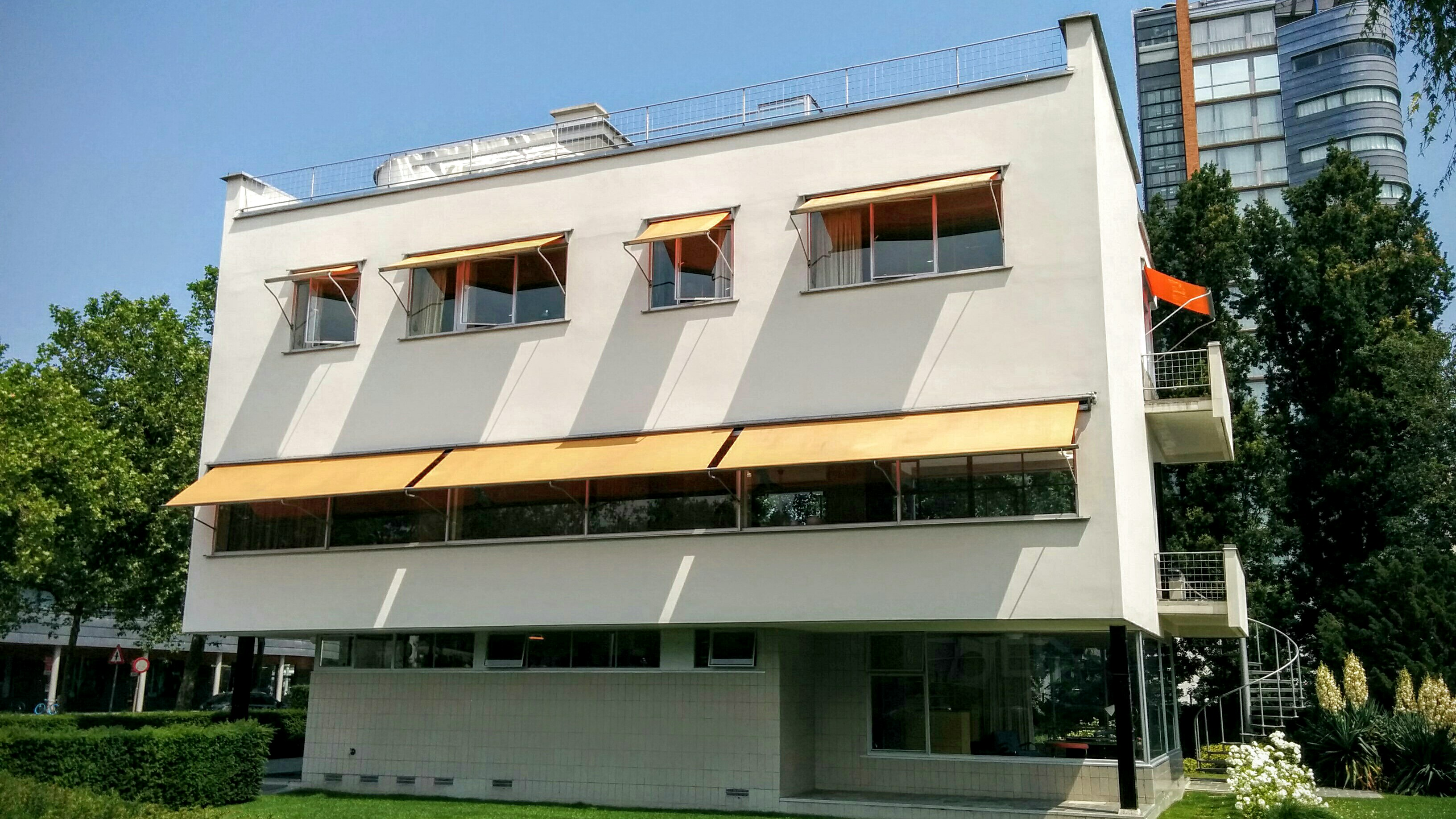
Haus von A. Sonneveld (Huis Sonneveld), Direktor der Van-Nelle-Fabrik

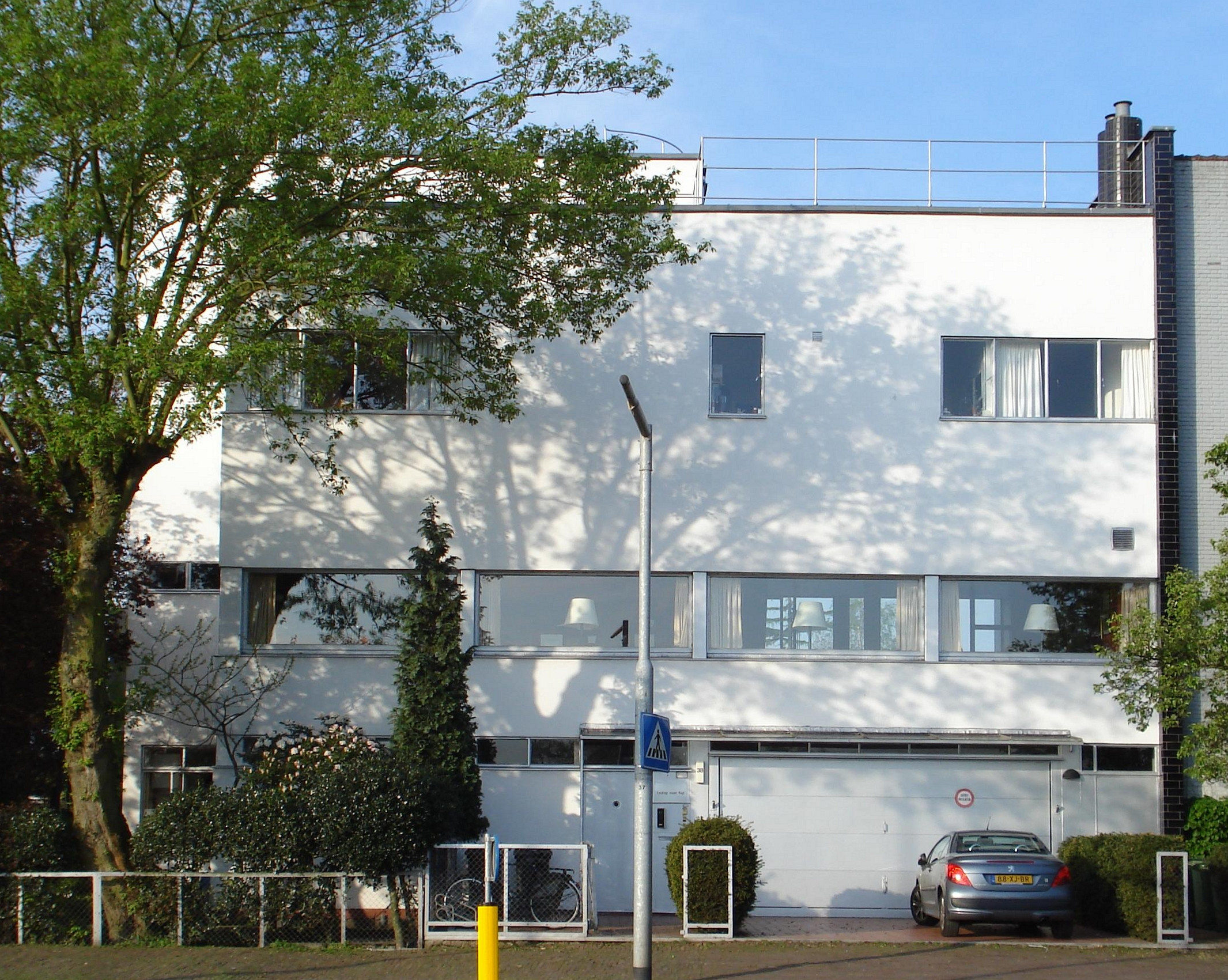
Haus von C. H. van der Leeuw, Direktor der Van-Nelle-Fabrik

Leendert van der Vlugt war für die Architektur von all diesen Bauten verantwortlich. Das Wohngebäude Bergpolder ist dank seiner persönlichen Handschrift international bekannt geworden. Ab 1925 kann die Autorschaft als folgt formuliert werden: „Leendert van der Vlugt (Brinkman & Van der Vlugt)“